# Sarah Sjöström
Sarah Fredrika Sjöström (* 17. August 1993 in Salem) ist eine schwedische Schwimmerin, dreifache Olympiasiegerin (2016 und 2024) und vierzehnfache Weltmeisterin (2009–2024). Sie gilt als Wunderkind des schwedischen Schwimmsports und feierte ihren ersten großen Erfolg bei den Weltmeisterschaften in Rom 2009, wo sie über die 100-Meter-Schmetterlingstrecke als erste skandinavische Schwimmerin die Goldmedaille gewann.

## Werdegang
Sarah Sjöström wurde als zweites von vier Kindern geboren. Mit dem Schwimmsport kam sie im Alter von neun Jahren durch eine Freundin in Berührung, nachdem ihre Familie vom Stockholmer Stadtteil Västertorp nach Handen gezogen war.
In der 5. Klasse spekulierte sie darüber, ihre sportliche Laufbahn zu beenden, ehe sich Erfolge im Juniorenbereich einstellten. Nach Siegen bei Jugendmeisterschaften und einem überraschenden Medaillengewinn bei den schwedischen Meisterschaften wurde der Trainer Thomas Jansson auf Sjöström aufmerksam. 2007 gewann sie beim Europäischen Olympischen Sommer-Jugendfestival einen kompletten Medaillensatz und wechselte danach zu den Senioren.

### Der Durchbruch 2008 mit dem ersten Europameistertitel
Der Durchbruch bei den Senioren gelang Sjöström bereits bei den Europameisterschaften 2008 im niederländischen Eindhoven. Im Halbfinale über 100 Meter Schmetterling stellte die 14-Jährige mit einer Zeit von 58,38 Sekunden den schwedischen Landesrekord von Anna-Karin Kammerling ein und sicherte sich im Finale den Sieg gegen die fast acht Jahre ältere Niederländerin Inge Dekker. Mit ihrem EM-Titel war Sjöström die jüngste schwedische Sportlerin, die bei internationalen Titelkämpfen einen olympischen Wettbewerb gewinnen konnte.
Daraufhin erhielt die Schülerin eine Nominierung in das schwedische Aufgebot für die Olympischen Sommerspiele in Peking, wo sie aber nicht an den vorangegangenen Erfolg anknüpfen konnte.
In den Vorläufen belegte Sjöström über 100 Meter Schmetterling (59,08 Sekunden) und 100 Meter Rücken (1:02,38 Minuten) nur einen 27. beziehungsweise 29. Platz, während die schwedische Lagenstaffel im Finale, wo sie als Startschwimmerin eingesetzt war, nach einem Wechselfehler disqualifiziert wurde.
Im Dezember 2008 nahm sie an den Kurzbahneuropameisterschaften in Rijeka teil, wo sie mit der schwedischen Freistilstaffel die Silbermedaille hinter den Niederlanden errang und die Endläufe über die Strecken 50& Meter Schmetterling (7. Platz; 26,10 Sekunden), 100 Meter Freistil (6. Platz; 53,45 Sekunden) und 100 Meter Schmetterling (6. Platz; 57,40 Sekunden) erreichte, ohne aber eine Einzelmedaille zu gewinnen.

### 2009 mit dem ersten Weltmeistertitel
Trotz des Misserfolgs bei den Olympischen Spielen setzte sich Sjöström 2009 bei der Schwedischen Sportgala (Svenska idrottsgalan) unter anderem gegen den Eishockeyspieler Fabian Brunnström und den Skilangläufer Emil Jönsson durch und gewann den Nachwuchspreis. Noch im selben Jahr feierte die 15-Jährige, die den Amerikaner Michael Phelps zu ihren Vorbildern zählt, ihren bis dahin größten sportlichen Erfolg.
Bei den Weltmeisterschaften in Rom sicherte sich Sjöström als erste skandinavische Schwimmerin den Titel über die 100-Meter-Schmetterlingdistanz in der Weltrekordzeit von 56,06 Sekunden und verwies die Australierin Jessicah Schipper und die Chinesin Jiao Liuyang auf die Plätze. Bereits im Vorlauf und Halbfinale hatte sie den schwedischen Rekord und den mehr als acht Jahre alten Weltrekord der Niederländerin Inge de Bruijn unterboten. Über 50 Meter Schmetterling belegte Sjöström in der Zeit von 25,66 Sekunden einen sechsten Platz, mit der schwedischen 4 × 100-m-Freistilstaffel Platz fünf.
Ende 2009 bei den Kurzbahneuropameisterschaften in Istanbul gewann Sjöström Silbermedaillen mit der 4-mal-50-Meter-Freistilstaffel und mit der 4-mal-50-Meter-Lagenstaffel. Bei ihren Einzelstarts wurde sie Siebte über 50 Meter Schmetterling, Achte über 100 Meter Schmetterling und Vierte über 200 Meter Freistil.

### 2010 mit dem zweiten Europameistertitel
Bei den Europameisterschaften in Budapest gewann die 4-mal-100-Meter-Freistilstaffel mit Josefin Lillhage, Therese Alshammar, Sarah Sjöström und Gabriella Fagundez die Bronzemedaille hinter den Deutschen und den Britinnen. Über 50 Meter Schmetterling wurde Sjöström Vierte mit 0,05 Sekunden Rückstand auf die Bronzemedaille. Ebenfalls Vierte wurde sie über 100 Meter Freistil, hier fehlten 0,04 Sekunden zur Medaille. Die 4-mal-200-Meter-Freistilstaffel erreichte den sechsten Platz. Über 100 Meter Schmetterling siegte Sjöström in 57,32 Sekunden mit 0,08 Sekunden Vorsprung vor der Britin Francesca Halsall. Zum Abschluss siegte die britische 4-mal-100-Meter-Lagenstaffel vor     Henriette Stenkvist, Joline Höstman, Therese Alshammar und Sarah Sjöström.
Ende des Jahres bei den Kurzbahnweltmeisterschaften in Dubai konnte sich Sjöström bei ihren Einzelstarts nicht für ein Finale qualifizieren. Ihre besten Ergebnisse waren fünfte Plätze mit drei Staffeln.

### 2011 mit drei vierten Platzen bei den Weltmeisterschaften
Bei den Weltmeisterschaften 2011 in Shanghai wurde Sjöström in 57,38 Sekunden Vierte über 100 Meter Schmetterling, hatte aber 0,32 Sekunden Rückstand auf die Drittplatzierte. Über 200 Meter Freistil war sie ebenfalls Vierte, hier fehlten ihr 0,31 Sekunden zur Medaille. Über 50 Meter Schmetterling siegte Inge Dekker vor Therese Alshammar und der Französin Mélanie Henique. Eine Hundertstelsekunde hinter der Französin schlugen die Chinesin Lu Ying und Sarah Sjöström zeitgleich als Vierte an. Die schwedischen Staffeln erreichten kein Finale.

### 2012 mit zwei Europameistertiteln
Im Mai 2012 bei den Europameisterschaften in Debrecen gewann die 4-mal-100-Meter-Freistilstaffel mit Ida Marko-Varga, Michelle Coleman, Sarah Sjöström und Gabriella Fagundez die Silbermedaille hinter dem deutschen Quartett. Alle vier schwedischen Schwimmerinnen erreichten in den Vorläufen über 100 Meter Freistil eine der acht besten Zeiten, aber nur Sjöström und Fagundez durften ins Halbfinale aufsteigen und erreichten auch das Finale. Dort siegte Sjöström in 53,61 Sekunden mit einer halben Sekunde Vorsprung vor der Deutschen Britta Steffen. Über 50 Meter Schmetterling betrug Sjöströms Vorsprung auf die zweitplatzierte Estin Triin Aljand 0,28 Sekunden.
Zwei Monate später bei den Olympischen Spielen in London fand zunächst die 4-mal-100-Meter-Freistilstaffel statt. Sjöström, Coleman, Marko-Varga und Fagundez erreichten das Finale mit der siebtschnellsten Zeit, im Finale wurden die Schwedinnen nach einem Frühstart der Schlussschwimmerin disqualifiziert. Über 100 Meter Schmetterling erreichte Sjöström ihr erstes olympisches Einzelfinale und belegte den vierten Platz mit 0,23 Sekunden Abstand zur Drittplatzierten. Bei vier weiteren Starts gelang Sjöström kein Finaleinzug. Über 100 Meter Freistil fehlten Sjöström als neuntschnellster Schwimmerin im Halbfinale 0,08 Sekunden zur Endlaufteilnahme.

### 2013 mit dem zweiten Weltmeistertitel
2013 wurde Sjöström vierfache schwedische Meisterin über 50 und 100 Meter Freistil und Schmetterling.
Bei den Weltmeisterschaften in Barcelona erreichte die 4-mal-100-Meter-Freistilstaffel mit Michelle Coleman, Louise Hansson, Sarah Sjöström und Nathalie Lindborg den vierten Platz mit 0,79 Sekunden Rückstand auf die drittplatzierten Niederländerinnen. Über 100 Meter Schmetterling siegte Sjöström in 56,53 Sekunden mit 0,44 Sekunden Vorsprung vor der Australierin Alicia Coutts. Über 200 Meter Freistil fehlte Sjöström als Viertplatzierter fast eine Sekunde auf die Medaillenränge. Über 100 Meter Freistil siegte die Australierin Cate Campbell mit einer halben Sekunde Vorsprung vor Sarah Sjöström, die ihrerseits eine halbe Sekunde vor der drittplatzierten Niederländerin Ranomi Kromowidjojo anschlug. Über 50 Meter Freistil schließlich wurde Sjöström Vierte mit 0,15 Sekunden Rückstand auf Bronze.
Ende des Jahres bei den Kurzbahneuropameisterschaften 2013 in Herning erschwamm Sjöström zwei Goldmedaillen und vier Silbermedaillen. Sie siegte über 50 und 100 Meter Schmetterling und wurde über 50 und 100 Meter Freistil jeweils Zweite hinter Ranomi Kromowidjojo. Die 4-mal-50-Meter-Freistilstaffel schwamm mit Coleman, Sjöström, Hansson und Magdalena Kuras im Vorlauf Weltrekord, wobei die Zeit vier Sekunden über der bis dahin nur als Weltbestzeit geführten Leistung der Niederländerinnen von den Kurzbahneuropameisterschaften 2009 lag. Im Finale siegten die Däninnen vor den Schwedinnen und den Russinnen, alle drei Staffeln waren schneller als der Rekord aus dem Vorlauf und schlugen innerhalb von 0,09 Sekunden an. Eine weitere Silbermedaille gewann die 4-mal-50-Meter-Lagenstaffel mit Michelle Coleman, Jennie Johansson, Sarah Sjöström und Louise Hansson, die allerdings über eine Sekunde Rückstand auf die Däninnen auswies.

### 2014 mit drei Europameistertiteln
Bei den Europameisterschaften in Berlin siegte zunächst die 4-mal-100-Meter-Freistilstaffel mit Coleman, Kuras, Hansson und Sjöström mit 0,44 Sekunden Vorsprung vor den Niederländerinnen. Über 50 Meter Schmetterling siegte Sjöström mit 0,36 Sekunden Vorsprung vor der Dänin Jeanette Ottesen-Gray. Über 100 Meter Freistil gewann Sarah Sjöström mit fast einer Sekunde Vorsprung vor der Niederländerin Femke Heemskerk, 0,11 Sekunden hinter Heemskerk erschwamm Coleman die Bronzemedaille. Die 4-mal-200-Meter-Freistilstaffel mit Coleman, Hansson, Sjöström und Stina Gardell schlug eine halbe Sekunde nach den Italienerinnen an und hatte über drei Sekunden Vorsprung vor den drittplatzierten Ungarinnen. Über 100 Meter Schmetterling siegte Jeanette Ottesen-Gray, die eine Hundertstelsekunde vor Sjöström anschlug. Ebenfalls Zweite wurde Sjöström über 50 Meter Freistil mit 0,05 Sekunden Rückstand auf Francesca Halsall. In der 4-mal-100-Meter-Lagenstaffel schließlich siegte das dänische Quartett mit 0,42 Sekunden vor Ida Lindborg, Jennie Johansson, Sarah Sjöström und Michelle Coleman.
Anfang Dezember bei den Kurzbahnweltmeisterschaften in Doha belegte Sjöström mit der 4-mal-200-Meter-Freistilstaffel den siebten Platz. Es folgte der zweite Platz über 100 Meter Freistil mit 0,02 Sekunden Rückstand auf Femke Heemskerk. Über 50 Meter Schmetterling siegte Sjöström mit 0,13 Sekunden Vorsprung auf Ottesen-Gray. Zwei Tage später siegte Sjöström über 200 Meter Freistil vor der Ungarin Katinka Hosszú und über 100 Meter Schmetterling mit neuem Weltrekord von 54,61 Sekunden. Zum Abschluss der Wettbewerbe erreichte die 4-mal-100-Meter-Lagenstaffel mit Michelle Coleman, Jennie Johansson, Sarah Sjöström und Louise Hansson den vierten Platz mit einer Sekunde Rückstand auf die drittplatzierten Japanerinnen.

### 2015 mit zwei Weltmeistertiteln

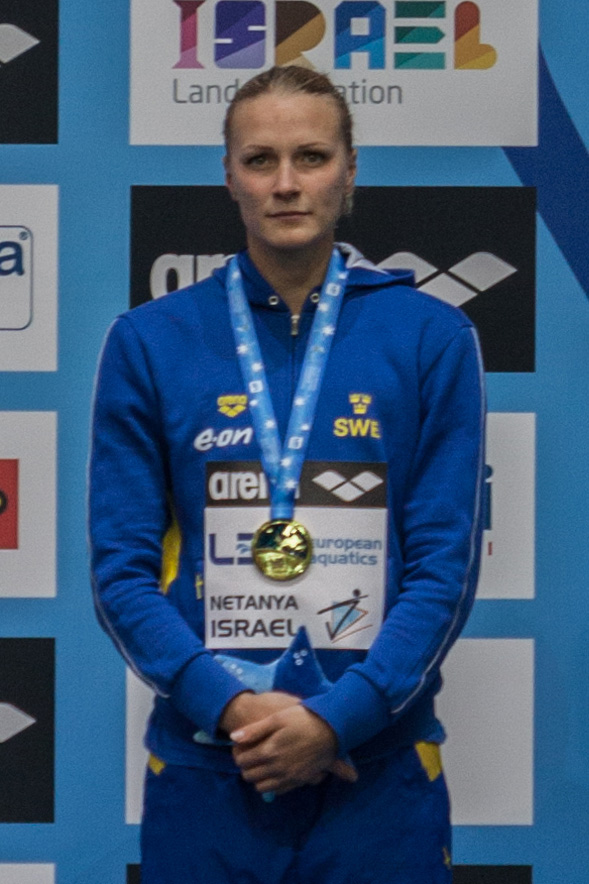
Sarah Sjöström bei den Kurzbahneuropameisterschaften 2015 in Netanja

Bei den Weltmeisterschaften 2015 in Kasan fand zunächst die 4-mal-100-Meter-Freistilstaffel statt. Coleman, Hansson, Sjöström und Kuras erreichten als Vierte das Ziel mit über einer Sekunde Rückstand auf das US-Quartett. Über 100 Meter Schmetterling verbesserte Sjöström den Weltrekord im Halbfinale auf 55,74 Sekunden und im Finale noch einmal auf 55,64 Sekunden. Sie hatte im Ziel 0,41 Sekunden Vorsprung auf Jeanette Ottesen-Gray. Die 4-mal-200-Meter-Freistilstaffel mit Sjöström, Hansson, Coleman und Ida Marko-Varga schlug als Vierte eine Sekunde nach den drittplatzierten Chinesinnen an. Über 100 Meter Freistil siegte die Australierin Bronte Campbell vor Sjöström und ihrer Schwester Cate Campbell. Über 50 Meter Schmetterling erreichte Sjöström das Ziel in 24,96 Sekunden mit 0,38 Sekunden Vorsprung vor Ottesen-Gray. Über 50 Meter Freistil erschwamm Sjöström die Bronzemedaille hinter Bronte Campbell und Ranomi Kromowidjojo. In der 4-mal-100-Meter-Lagenstaffel siegten die Chinesinnen mit 0,87 Sekunden Vorsprung vor Coleman, Johansson, Sjöström und Hansson, die mit neuem Europarekord 0,32 Sekunden Vorsprung auf die drittplatzierten Australierinnen hatten.
Im Dezember fanden die Kurzbahneuropameisterschaften in Netanja statt. Sjöström gewann Gold über 100 Meter Freistil sowie über 50 und 100 Meter Schmetterling. Über 50 Meter Freistil wurde sie Zweite hinter Ranomi Kromowidjojo. Ebenfalls Silber gewann die 4-mal-50-Meter-Lagenstaffel mit Louise Hansson, Sophie Hansson, Sarah Sjöström und Magdalena Kuras. Mit zwei weiteren Staffeln schwamm Sjöström im Endlauf: Sie wurde Fünfte mit der 4-mal-50-Meter-Freistilstaffel. Die 4-mal-50-Meter-Mixed-Freististaffel erreichte den vierten Platz, hatte aber anderthalb Sekunden Rückstand auf die Medaillenränge.

### 2016 mit dem ersten Olympiasieg
Im Mai 2016 fanden die Europameisterschaften in London statt. Die 4-mal-100-Meter-Freistilstaffel mit Louise Hansson, Ida Marko-Varga, Ida Lindborg und, Sarah Sjöström wurde Dritte hinter den Niederländerinnen und den Italienerinnen. Über 50 Meter Schmetterling siegte Sjöström mit 0,45 Sekunden Vorsprung vor Ottesen-Gray. Die zweite Goldmedaille erschwamm Sjöström über 100 Meter Freistil mit 0,42 Sekunden Vorsprung vor Ranomi Kromowidjojo. Es folgte der sechste Platz für die 4-mal-200-Meter-Freistilstaffel. Über 100 Meter Schmetterling siegte Sjöström mit fast einer Sekunde Vorsprung vor Ottesen-Grey.
Bei den Olympischen Spielen in Rio de Janeiro fand zuerst die 4-mal-100-Meter-Freistilstaffel statt. Michelle Coleman, Louise Hansson, Ida Lindborg und Sarah Sjöström erreichten das Finale mit der sechstbesten Vorlaufzeit. Im Endlauf waren Coleman, Sjöström, Marko-Varga und Hansson eine halbe Sekunde schneller und belegten den fünften Platz mit drei Sekunden Rückstand auf Bronze. Über 100 Meter Schmetterling unterbot Sjöström ihren Weltrekord aus dem Vorjahr mit 55,48 Sekunden und siegte mit einer Sekunde Vorsprung vor der Kanadierin Penny Oleksiak. Über 200 Meter Freistil siegte Katie Ledecky aus den Vereinigten Staaten mit 0,35 Sekunden Vorsprung vor Sarah Sjöström, die ihrerseits 0,84 Sekunden vor der drittplatzierten Australierin Emma McKeon anschlug. Die 4-mal-200-Meter-Freistilstaffel mit Coleman, Marko-Varga, Sjöström und Hansson wurde Fünfte mit fast fünf Sekunden Rückstand auf die drittplatzierten Kanadierinnen. Auf der 100-Meter-Freistil-Strecke siegten zeitgleich Simone Manuel aus den Vereinigten Staaten und die Kanadierin Penny Oleksiak. 0,29 Sekunden hinter den beiden erkämpfte Sjöström die Bronzemedaille mit 0,05 Sekunden Vorsprung vor Bronte Campbell. Im abschließenden Wettbewerb der 4-mal-100-Meter-Lagenstaffeln trat die schwedische Mannschaft mit den vier Schwimmerinnen an, die im Vorjahr Weltmeisterschaftszweite geworden waren. Mit einer gegenüber dem Weltmeisterschaftsfinale vier Sekunden schwächeren Zeit waren die Schwedinnen im olympischen Vorlauf nur die neuntbeste Staffel und verfehlten den Finaleinzug um 0,12 Sekunden. Im Endlauf unterboten die drittplatzierten Däninnen auch den Europarekord der Schwedinnen aus dem Vorjahr.

### 2017 mit drei Weltmeistertiteln
Im Juli 2017 bei den Weltmeisterschaften in Budapest belegte die 4-mal-100-Meter-Freistilstaffel mit Sarah Sjöström, Michelle Coleman, Ida Lindborg und Louise Hansson den fünften Platz. Dabei stellte Sarah Sjöström als Startschwimmerin in 51,71 Sekunden einen neuen Weltrekord auf. Über 100 Meter Schmetterling siegte Sjöström in 55,53 Sekunden und hatte dabei über eine halbe Sekunde Vorsprung vor Emma McKeon. Über 100 Meter Freistil war der Einlauf deutlich knapper, Simone Manuel schlug 0,04 Sekunden vor Sjöström in 52,31 Sekunden an. Über 50 Meter Schmetterling siegte Sjöström mit 0,78 Sekunden Vorsprung vor Kromowidjojo. Über 50 Meter Freistil betrug der Vorsprung der Schwedin vor der Niederländerin nur 0,16 Sekunden, Simone Manuel wurde Dritte. Hier hatte Sjöström im Halbfinale den Weltrekord von Britta Steffen auf 23,67 Sekunden verbessert. Die 4-mal-100-Meter-Lagenstaffel mit Ida Lindborg, Jennie Johansson, Sarah Sjöström und Michelle Coleman wurde Fünfte mit einer Sekunde Rückstand auf die drittplatzierten Australierinnen.
Im Dezember bei den Kurzbahneuropameisterschaften 2017 in Kopenhagen siegte die niederländische 4-mal-50-Meter-Freistilstaffel mit zwei Sekunden Vorsprung vor Michelle Coleman, Sarah Sjöström, Louise Hansson und Nathalie Lindborg, die ihrerseits eine Zehntelsekunde vor den Däninnen anschlugen. Am gleichen Tag erschwamm Sjöström zwei weitere Silbermedaillen. Über 100 Meter Freistil wurde sie mit 0,08 Sekunden Rückstand Zweite hinter Kromowidjojo und über 100 Meter Lagen mit fast einer Sekunde Rückstand Zweite hinter der Ungarin Katinka Hosszú. Über 50 Meter Freistil revanchierte sich Sjöström, als sie bei ihrem Sieg mit einer Hundertstelsekunde vor Kromowidjojo anschlug. Über 100 Meter Schmetterling hatte sie im Ziel fast eine Sekunde Vorsprung vor der Französin Marie Wattel. Die 4-mal-50-Meter-Lagenstaffel mit Hanna Rosvall, Sophie Hansson, Sara Junevik und Michelle Coleman erreichte das Finale mit der siebtbesten Vorlaufzeit. Im Endlauf schwammen Rosvall, Hansson, Sjöström und Coleman drei Sekunden schneller als die Vorlaufstaffel und siegten mit 0,57 Sekunden vor den Däninnen. Alle fünf Beteiligten erhielten eine Goldmedaille.

### 2018 mit vier Europameistertiteln
Bei den Europameisterschaften in Glasgow nahm Sjöström nicht an Staffelwettbewerben teil, sondern konzentrierte sich auf ihre Einzelstarts. Über 50 Meter Freistil siegte sie mit einer Hundertstelsekunde Vorsprung vor der Dänin Pernille Blume. Über 100 Meter Schmetterling hingegen gewann sie mit 1,17 Sekunden Vorsprung. Über 100 Meter Freistil betrug Sjöströms Vorsprung auf Femke Heemskerk im Ziel immerhin 0,3 Sekunden. Und über 50 Meter Schmetterling gewann sie mit 0,56 Sekunden Vorsprung vor der Dänin Emilie Beckmann.

### 2019 mit einem Weltmeistertitel
Bei den Weltmeisterschaften 2019 in Gwangju erreichten Sarah Sjöström, Michelle Coleman, Louise Hansson und Sophie Hansson den sechsten Platz in der 4-mal-100-Meter-Freistilstaffel. Über 100 Meter Schmetterling gewann die Kanadierin Margaret Mac Neil mit 0,39 Sekunden Vorsprung vor Sarah Sjöström, die wiederum 0,39 Sekunden vor der drittplatzierten Emma McKeon anschlug. Über 200 Meter Freistil siegte die Italienerin Federica Pellegrini vor der Australierin Ariarne Titmus und Sarah Sjöström. Auch über 100 Meter Freistil wurde Sjöström Dritte hinter Simone Manuel und Cate Campbell, wobei die Schwedin 0,03 Sekunden hinter Campbell anschlug. Ihre einzige Goldmedaille in Gwangju erschwamm Sjöström über 50 Meter Schmetterling mit 0,33 Sekunden Vorsprung vor Ranomi Kromowidjojo. Über 50 Meter Freistil hingegen siegte Simone Manuel mit 0,02 Sekunden vor Sjöström, die 24,07 Sekunden benötigte. Die 4-mal-100-Meter-Lagenstaffel mit Michelle Coleman, Sophie Hansson, Louise Hansson und Sarah Sjöström wurde Siebte.
Wegen der COVID-19-Pandemie fanden 2020 keine internationalen Meisterschaften statt. Sarah Sjöström war im Oktober bei den Profiwettbewerben dabei.

### 2021 mit Olympiasilber
Im Juli 2021 bei den aus dem Vorjahr verschobenen Olympischen Spielen in Tokio erreichte die 4-mal-100-Meter-Freistilstaffel mit Sjöström, Coleman, Louise Hansson und Junevik das Finale als achtbeste Staffel der Vorläufe und mit 0,27 Sekunden auf die neuntplatzierten Japanerinnen. Im Endlauf waren Sjöström, Coleman und die Hansson-Schwestern eine Sekunde schneller als die Vorlaufstaffel und erkämpften den sechsten Platz. Am Tag nach dem Staffelfinale wurde Sjöström Siebte über 100 Meter Schmetterling, zwei Plätze hinter Louise Hansson. Über 100 Meter Freistil war Sjöström als Fünfte beste Europäerin. Über 50 Meter Freistil siegte Emma McKeon in 23,81 Sekunden vor Sjöström in 24,07 Sekunden und Pernille Blume in 24,21 Sekunden. In der 4-mal-100-Meter-Lagenstaffel qualifizierten sich Coleman, Sophie und Louise Hansson sowie Sjöström mit der fünftbesten Zeit für das Finale. Das Quartett steigerte sich im Finale um zwei Sekunden, schwamm aber auch hier nur die fünftschnellste Zeit.
Im November 2021 bei den Kurzbahneuropameisterschaften in Kasan siegte Sjöström über 50 Meter Freistil mit 0,37 Sekunden Vorsprung. Über 100 Meter Lagen wurde sie Dritte. Hanna Rosvall, Emelie Fast, Sara Junevik und Sarah Sjöström erschwammen Silber in der 4-mal-50 meter-Lagenstaffel. Über 100 Meter Freistil siegte Sjöström mit 0,32 Sekunden Vorsprung. Über 100 Meter Schmetterling betrug ihr Vorsprung im Ziel über eine halbe Sekunde und über 50 Meter Schmetterling 0,47 Sekunden. Außerdem wurde Sjöström Fünfte mit der 4-mal-50-Meter-Mixed-Freistilstaffel und Vierte mit der 4-mal-50-Meter-Mixed-Lagenstaffel.
Im Dezember 2021 wurden in Abu Dhabi die eigentlich auch für 2020 geplanten Kurzbahnweltmeisterschaften 2021 ausgetragen. Zum Auftakt wurde die 4-mal-100-Meter-Freistilstaffel mit Sjöström, Coleman sowie Sophie und Louise Hansson Dritte mit 0,28 Sekunden Rückstand auf die zeitgleichen Teams aus Kanada und den Vereinigten Staaten, die viertplatzierten Niederländerinnen hatten 0,06 Sekunden Rückstand auf die Schwedinnen. Die 4-mal-50-Meter-Lagenstaffel schwamm im Vorlauf mit Hanna Rosvall, Emelie Fast, Louise Hansson und Michelle Coleman die fünftschnellste Zeit. Im Finale siegten Louise und Sophie Hansson, Sjöström und Coleman, die den Weltrekord des US-Quartetts von den Kurzbahnweltmeisterschaften 2018 einstellten. In Abu Dhabi hatten die zweitplatzierten Schwimmerinnen aus den Vereinigten Staaten über eine Sekunde Rückstand. Über 100 Meter Freistil wurde Sjöström mit 0,33 Sekunden Rückstand Zweite hinter Siobhan Bernadette Haughey aus Hongkong. Über 50 Meter Schmetterling siegte Ranomi Kromowidjojo 0,07 Sekunden vor Sjöström. Über 50 Meter Freistil hatte dann Sjöström 0,23 Sekunden Vorsprung vor der zweitplatzierten Niederländerin. Die 4-mal-50-Meter-Freistilstaffel mit Sjöström, Coleman, Junevik und Louise Hansson wurde Zweite mit 0,32 Sekunden Rückstand auf das US-Team. Wie in der 4-mal-50-Meter-Lagenstaffel waren auch in der 4-mal-100-Meter-Lagenstaffel im Vorlauf Rosvall, Fast, L. Hansson und Coleman dabei und schwammen die beste Vorlaufzeit. Im Endlauf gewannen die Hansson-Schwestern, Sjöström und Coleman mit neuem Europarekord von 3:46,20 Minuten und über einer Sekunde Vorsprung vor den dichtaufliegenden Kanadierinnen und Chinesinnen.

### 2022 mit zwei Weltmeistertiteln und drei Europameistertiteln
Im Juni 2022 bei den Weltmeisterschaften in Budapest wurde Sjöström über 100 Meter Freistil mit 0,13 Sekunden Rückstand Zweite hinter der Australierin Mollie O’Callaghan. Über 50 Meter Schmetterling gewann sie mit 0,36 Sekunden Vorsprung vor der Französin Mélanie Henique. Auch über 50 Meter Freistil siegte Sjöström, hier schlug sie 0,2 Sekunden vor der Polin Katarzyna Wasick an. Zum Abschluss erreichte die 4-mal-100-Meter-Lagenstaffel mit Hanna Rosvall, Sophie Hansson, Louise Hansson und Sarah Sjöström den vierten Platz.
Im August bei den Europameisterschaften in Rom siegte Sjöström zum Auftakt über 50 Meter Schmetterling mit 0,37 Sekunden Vorsprung vor Marie Wattel. Die 4-mal-100-Meter-Freistilstaffel mit Sarah Sjöström, Louise Hansson, Sara Junevik und Sofia Astedt wurde Zweite hinter den Britinnen. Über 50 Meter Freistil gewann Sjöström mit 0,29 Sekunden Vorsprung vor Wasick. Die 4-mal-100-Meter-Lagenstaffel mit Hanna Rosvall, Sophie Hansson, Louise Hansson und Sarah Sjöström hatte über eine Sekunde Vorsprung vor den zweitplatzierten Französinnen. Die 4-mal-100-Meter-Mixed-Freistilstaffel mit Björn Seeliger, Robin Hanson, Sarah Sjöström und Louise Hansson erschwamm die Bronzemedaille hinter den Staffeln aus Frankreich und dem Vereinigten Königreich.

### 2023 mit zwei Weltmeistertiteln
2023 bei den Weltmeisterschaften in Fukuoka belegte die schwedische 4-mal-100-Meter-Freistilstaffel mit Sarah Sjöström, Michelle Coleman, Sara Junevik und Louise Hansson den fünften Rang mit 1,77 Sekunden Rückstand auf die Medaillen. Über 50 Meter Schmetterling siegte Sjöström in 24,77 Sekunden vor der Chinesin Zhang Yufei in 25,05 Sekunden. Über 50 Meter Freistil hatte Sjöström im Ziel 0,48 Sekunden Vorsprung vor der zweitplatzierten Australierin Shayna Jack. Die 4-mal-100-Meter-Lagenstaffel mit Coleman, Sophie und Louise Hansson und Sarah Sjöström erreichte als Fünfte das Ziel mit über zwei Sekunden Rückstand auf die drittplatzierten Kanadierinnen.

### 2024 mit zwei olympischen Goldmedaillen
Im Februar 2024 bei den Weltmeisterschaften in Doha siegte Sjöström über 50 Meter Schmetterling mit 0,81 Sekunden vor Mélanie Henique. Über 50 Meter Freistil betrug Sjöströms Vorsprung im Ziel 0,22 Sekunden vor Kate Douglass aus den Vereinigten Staaten. Die schwedische 4-mal-100-Meter-Lagenstaffel mit Hanna Rosvall, Sophie Hansson, Louise Hansson und Michelle Coleman schwamm die zweitbeste Vorlaufzeit. Im Finale erkämpften Louise Hansson, Sophie Hansson, Sarah Sjöström und Michelle Coleman den zweiten Platz hinter den Australierinnen mit 0,08 Sekunden Vorsprung auf die drittplatzierten Kanadierinnen.
Fünf Monate später bei den Olympischen Spielen in Paris belegte die 4-mal-100-Meter-Freistilstaffel mit Sarah Sjöström, Michelle Coleman, Sara Junevik und Louise Hansson als beste europäische Staffel den fünften Platz. Über 100 Meter Freistil siegte Sjöström in 52,16 Sekunden und lag damit 0,13 Sekunden vor der zweitplatzierten Torri Huske aus den Vereinigten Staaten. Vier Tage später gewann Sjöström über 50 Meter Freistil mit 0,26 Sekunden Vorsprung vor der Australierin Meg Harris ihr drittes Olympiagold. Zum Abschluss der Wettbewerbe belegte die 4-mal-100-Meter-Lagenstaffel mit Hanna Rosvall, den Hansson-Schwestern und Sarah Sjöström den siebten Platz.

## Weltrekorde
Sarah Sjöström hielt 2024 drei Weltrekorde auf der 50-Meter-Bahn.
- 50 Meter Freistil: 23,61 Sekunden, geschwommen am 29. Juli 2023 in Fukuoka
- 100 Meter Freistil: 51,71 Sekunden, geschwommen am 13. Juli 2017 in Budapest
- 50 Meter Schmetterling: 24,43 Sekunden, geschwommen am 5. Juli 2014 in Borås

Über 100 Meter Schmetterling stellte Sjöström zwischen 2009 und 2016 fünf Weltrekorde auf, zuletzt bei den Olympischen Spielen in Rio de Janeiro mit 55,48 Sekunden. 2024 wurde sie bei den US-Trials von Gretchen Walsh unterboten.

## Auszeichnungen
- Weltschwimmerin des Jahres: 2017
- Europäische Schwimmerin des Jahres: 2015, 2017, 2018, 2021, 2022, 2023
- Schwedens Sportlerin des Jahres: 2015, 2017